# Aegocera fuscicosta
Aegocera fuscicosta là một loài bướm đêm trong họ Noctuidae.